# Nicolas Latteux
Nicolas Latteux, né le 14 juillet 1718 à Boulogne-sur-Mer et mort le 12 mars 1808 à Boulogne-sur-Mer, est un avocat et magistrat français, député du tiers aux États généraux de 1789.

## Biographie
Il est le fils de François Latteux, échevin, et de Madeleine Ternaux.  
Il est reçu avocat au parlement en 1742. Mayeur de la ville de Boulogne de 1768 à 1771, il est receveur général du chapitre de l'église Notre-Dame, administrateur des affaires communes de la province du Boulonnais et doyen des avocats de Boulogne lors de la réunion des États généraux. 
Électeur du tiers-état, il propose à l'assemblée générale des trois ordres de la sénéchaussée du Boulonnais de réunir toutes les doléances en un seul et même cahier : sa proposition est rejetée et les trois ordres délibèrent séparément ; mais il est décidé que les trois ordres se réuniront par commissaires pour traiter des intérêts généraux : Latteux est l'un de ces commissaires. Le 28 mars, on se réunit chez l'évêque et on lit les cahiers en commun. 
L'assemblée du tiers-état de la sénéchaussée du Boulonnais compte 284 électeurs. Elle élit Latteux député aux états généraux  le 31 mars 1789. Il vote "assez obscurément" avec la majorité de son ordre. 
Il est élu président du tribunal du district de Boulogne en même temps que Bernard Gros, son collègue à l'assemblée Constituante, est nommé juge, le 12 octobre 1790. Il remplit cette fonction jusqu'en germinal an II, époque à laquelle il est destitué pour cause de modérantisme. Il rentre alors dans la vie privée.

## Famille
Il épouse le 17 décembre 1759 Marie Suzanne Cannet. Ils ont au moins deux enfants:
-  Louis Robert Latteux du Fresne (Boulogne 1e juillet 1770-1848), épouse, le 25 pluviôse an VI, Henriette Louise Suzanne Gros, fille de son collègue député Bernard Gros et de Marie Suzanne Adrienne Regnault .
- Nicolas II Latteux, avocat, épouse Victorine de Lattaignant de Ledinghen (décédée en 1827), sans enfants